# Hampton (Geórgia)
Hampton é uma cidade localizada no estado americano de Geórgia, no Condado de Henry.

## Demografia
Segundo o censo americano de 2000, a sua população era de 3857 habitantes.
Em 2006, foi estimada uma população de 4994, um aumento de 1137 (29.5%).

## Geografia
De acordo com o United States Census Bureau tem uma área de 11,2 km², dos quais 11,1 km² cobertos por terra e 0,1 km² cobertos por água. Hampton localiza-se a aproximadamente 262 m acima do nível do mar.

## Localidades na vizinhança
O diagrama seguinte representa as localidades num raio de 12 km ao redor de Hampton.